# Ана Дандоло
Ана Дандоло је била српска краљица, супруга краља Стефана Првовенчаног и мајка будућег краља Стефана Уроша I. Ана Дандоло је била унука моћног млетачког дужда Енрика Дандола. Када су крсташи у Четвртом крсташком рату 1204. заузели Цариград и срушили Византијско царство, Стефан Првовенчани је потражио подршку на западу и нашао ју је код Млечана. Стефан се оженио Аном 1217. године и са њом имао сина Уроша. Ана је умрла око 1265. године, у старости од око 60 година.

## Порекло
Ана је била ћерка Ранијера Дандола, вицедужда Венеције и прокуратора Сан Марка. Њен деда био је чувени дужд Енрико Дандоло који је током Четвртог крсташког рата организовао нападе на Задар (1202) и Цариград (1204). Ранијеро је 1209. године убијен у борби са Ђеновљанима око Кандије.

## Краљица Србије
Средином XIV века податак о женидби Стефана Првовенчаног са Аном Дандолом забележио је млетачки дужд Андрија Дандоло у својој Chronica per extensum descripta. У дванаесту годину владавине дужда Пјетра Зјанија (1205-1219), дакле период од 5. августа 1216. до 5. августа 1217. године, Андрија Дандоло смешта следеће: „Такође и Стефан, господар Рашке и Србије, који се називао велики жупан, чим унуку покојног дужда Хенрика Дандола беше узео за жену, пошто се на наговор жене одрекао шизме, преко посланика од папе је добио да буде украшен краљевским насловом, и преко легата кардинала ради тога послатог, заједно са женом је крунисан”.
Вест о браку и крунисању Стефана Првовенчаног за српског краља доноси и један старији извор, хронолошки ближи догађају. У питању је Historia Salonitanorum atque Spalatinorum pontificum Томе Архиђакона. Сплитски хроничар, који је бележио важне историјске догађаје свога града, бележи и значајне догађаје целе државе у шта свакако спада Стефаново крунисање. Након описа припрема угарског краља Андрије Арпада за крсташки рат у Светој земљи, Тома бележи да је у то време Стефан, господар Србије и Рашке, послао угледне посланике Апостолској столици да затраже код папе Хонорија III краљевску круну. Папа је послао легата који је крунисао Стефана за првог краља Србије. За разлику од Томе Архиђакона, Андрија Дандоло истиче да је краљевску круну тада примила и Стефанова супруга Ана Дандоло и да је то уследило одмах по склапању брака. (dum neptem....ducis accepisset in coniugem). На основу Дандоловог излагања може се закључити да је крунисању претходио Стефанов брак са Аном, а потом и Стефаново одрицање од православља зарад круне.
О проучавању Стефанових брачних веза сведочи и једно писмо охридског архиепископа Димитрија Хоматијана које је одговор на Стефаново писмо. Хоматијаново писмо насловљено је: О незаконитим и забрањеним браковима (Περὶ γάμων ἀθεμίτων καὶ κεκωλυμένων). Стефан се распитивао о разлозима забране склапања брака између њега и Марије Комнин, ћерке епирског деспота Михаила Комнина, синовице тадашњег деспота Теодора. Брак није био дозвољен због петог степена сродства. Стефанова сестра непознатог имена била је удата за Манојла, рођеног брата Михаила. Наиме, претходне године је посланство Стефана Немањића тражило од Јована Каматира (Хоматијановог претходника) сагласност за склапање брака Радослава и Теодоре, ћерке епирског деспота Теодора. Каматир је, како пише Хоматијан, „подразумевајући да твоја племенитост има сина од друге жене, а не од кира Евдокије, исправно је рекао да је тај брак дозвољен, јер се налази у седмом степену сродства по браку”. Међутим, чим су му Стефанови посланици указали на то да је Радослав Евдокијин син, а не од друге жене, архиепископ Јован је одмах забранио брак Радослава и Теодоре јер се у том случају они налазе „у седмом степену сродства по крви”. Из овога се може закључити да Ана Дандоло није била друга већ трећа жена Стефана Првовенчаног.
Породица Дандоло је у ово време имала велики утицај јер је један њен припадник, Јован Дандоло, био и дубровачки кнез. Дубровачка општина је управо 1215. године склопила врло повољан, пре свега трговачки уговор са српским жупаном. Колико је кнез Јован имао удела при склапању брака није познато.
Краљица Ана помиње се у дабарској реакцији тзв. Српског синодика православља, насталој у време архиепископа Јакова (1286-1292). Након што су изложене одлуке Цариградског сабора из 843. године и анатеме против бабуна (јеретика), дају се многа лета краљевима Урошу (Милутину), Стефану (Драгутину), архиепископу Јакову и посебно многа лета епископу дабарском Исаији, а затим следе помени: Симеону (Немањи) Анастасији (Ани), краљу Стефану Првовенчаном и Ани благочестивој краљици, а потом и наредним српским краљевима и краљицама, архиепископу Арсенију и епископима појединачно по епископијама.

## Смрт
Најзначајнији извор за датовање смрти Ане Дандоло јесте и чувена фреска "Смрт краљице Ане Дандоло", насликана на северном зиду припрате цркве Свете Тројице у манастиру Сопоћани. На фресци је приказана Ана на одру у тренутку када њену душу прихвата анђео, а на њеном узглављу се појављују Исус Христос и Богородица. Око одра је окупљен српски двор. Урош је приказан у владарској одежди са круном на глави, а иза њега стоје принчеви, Милутин и Драгутин, принцеза Брнча и снаха, краљица Јелена, која љуби леву руку Ане. Присутан је и архиепископ Сава ΙΙ. Фреска приказује да су Урош и Анини унучићи присуствовали последњим тренуцима њеног живота. Ана је, дакле, очигледно надживела свог супруга. Поставља се питање када је настао сопоћански живопис. Општеприхваћена теза је да је настао између 1263. и 1268. године. Тада треба сместити и смрт Ане Дандоло.

## Породично стабло
|  |                  |  |  |  |  |  |  |  |  |  |  |  |  |  |  |  |
|  | Енрико Дандоло   |  |  |  |  |  |  |  |  |  |  |  |  |  |  |  |
|  |                  |  |  |  |  |  |  |  |  |  |  |  |  |  |  |  |
|  |                  |  |  |  |  |  |  |  |  |  |  |  |  |  |  |  |
|  | Ранијеро Дандоло |  |  |  |  |  |  |  |  |  |  |  |  |  |  |  |
|  |                  |  |  |  |  |  |  |  |  |  |  |  |  |  |  |  |
|  |                  |  |  |  |  |  |  |  |  |  |  |  |  |  |  |  |
|  | Фелицита Бембо   |  |  |  |  |  |  |  |  |  |  |  |  |  |  |  |
|  |                  |  |  |  |  |  |  |  |  |  |  |  |  |  |  |  |
|  |                  |  |  |  |  |  |  |  |  |  |  |  |  |  |  |  |
|  | Ана Дандоло      |  |  |  |  |  |  |  |  |  |  |  |  |  |  |  |
|  |                  |  |  |  |  |  |  |  |  |  |  |  |  |  |  |  |
|  |                  |  |  |  |  |  |  |  |  |  |  |  |  |  |  |  |